# Клетка крови
«Кле́тка кро́ви» — второй студийный альбом российской индастриал-метал группы «Digimortal», который вышел на лейбле CD-Maximum в 2008 году.

## Об альбоме
По словам участников группы, альбом получился значительно тяжелее своего предшественника. Но при всей агрессивности, новый диск всё так же мелодичен, насыщен большим количеством электроники, разнообразной игры вокалов - скриминга, гроулинга, чистого многоголосия, брутальных ударных, сильных гитарных риффов и глубокого баса.
На данный диск попала композиция «Страшнее меня», которая также вышла на сингле 2008 года «Страшнее меня». В 2009 году у группы выходит сингл «Порох» на который попадает песня «Попробуй жить дальше».

## Список композиций
| №   | Название               | Длительность |
| --- | ---------------------- | ------------ |
| 1.  | «Разделяясь с тобой»   | 1:26         |
| 2.  | «Клетка крови»         | 3:14         |
| 3.  | «Город Бога»           | 3:28         |
| 4.  | «Страшнее меня»        | 3:59         |
| 5.  | «Поколение-Flash»      | 3:55         |
| 6.  | «DELETE»               | 3:25         |
| 7.  | «Беги!»                | 3:01         |
| 8.  | «Татуировщик»          | 4:00         |
| 9.  | «2019 (Перемирие)»     | 4:28         |
| 10. | «Попробуй жить дальше» | 3:42         |
| 11. | «Антарес»              | 5:41         |

## Участники записи

### Основной состав
- SERDJ - вокал\SFX
- RAINER REINHARDT - гитара
- DIME O'KANT - гитара
- DER PAR+IZAN - бас-гитара
- BORDO - ударные

### Приглашённые участники
- Ульяна Елина - вокал (4, 11)

Другое
- Запись - Николай Ларин (Москва, Зеленоград)
- Редактирование, запись, сведение, мастеринг - Николай Баженов (Москва, Зеленоград)
- Дизайн - Mike Zubique
- Фото - Евгения Свиридова и Андрей Окороков